# معركة بيدروسو
معركة بيدروسو (18 يناير 1071)، في بيدروسو، بالقرب براغا، البرتغال.
كانت القوات حاكمة بقيادة غارسيا الثاني ملك غاليسيا، هزم القوات البرتغالية بقيادة نونو مينيديس، هو آخر كونت للبرتغال من عائلة ڤيمارا بيريز. أسفرت المعركة عن مقتل نونو مينيديس وغارسيا الثاني أعلن نفسه ملك البرتغال، أول من استخدام ذلك.